# تاكويا أوتشيدا
تاكويا أوتشيدا (باليابانية: 内田 宅哉) (مواليد 2 يونيو 1998)، هو لاعب كرة قدم ياباني سابق كان يلعب كلاعب وسط.

## وصلات خارجية
- تاكويا أوتشيدا على موقع رابطة كرة القدم اليابانية للمحترفين (اليابانية)
- تاكويا أوتشيدا على موقع إي إس بي إن إف سي (الإنجليزية)
- تاكويا أوتشيدا على موقع قاعدة بيانات كرة القدم.إي يو (الإنجليزية)
- تاكويا أوتشيدا على موقع Soccerway.com (الإنجليزية)
- تاكويا أوتشيدا على موقع عالم كرة القدم.نت (الإنجليزية)
- تاكويا أوتشيدا على موقع كووورة